# Le Chat Noir

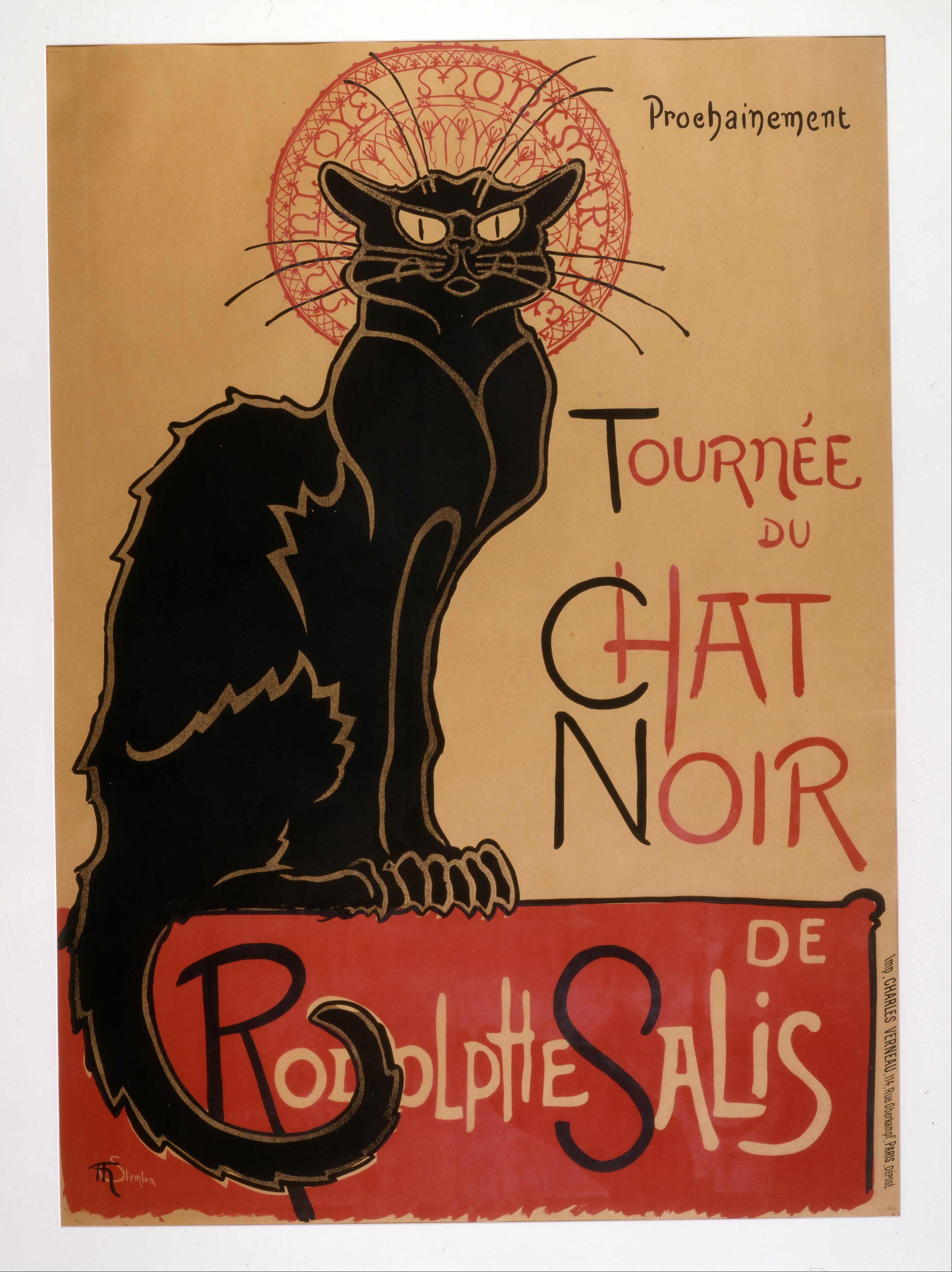
Théophile-Alexandre Steinlen, Tournée du Chat Noir, 1896, 135,9 × 95,9 cm, The Jane Voorhees Zimmerli Art Museum, affiche

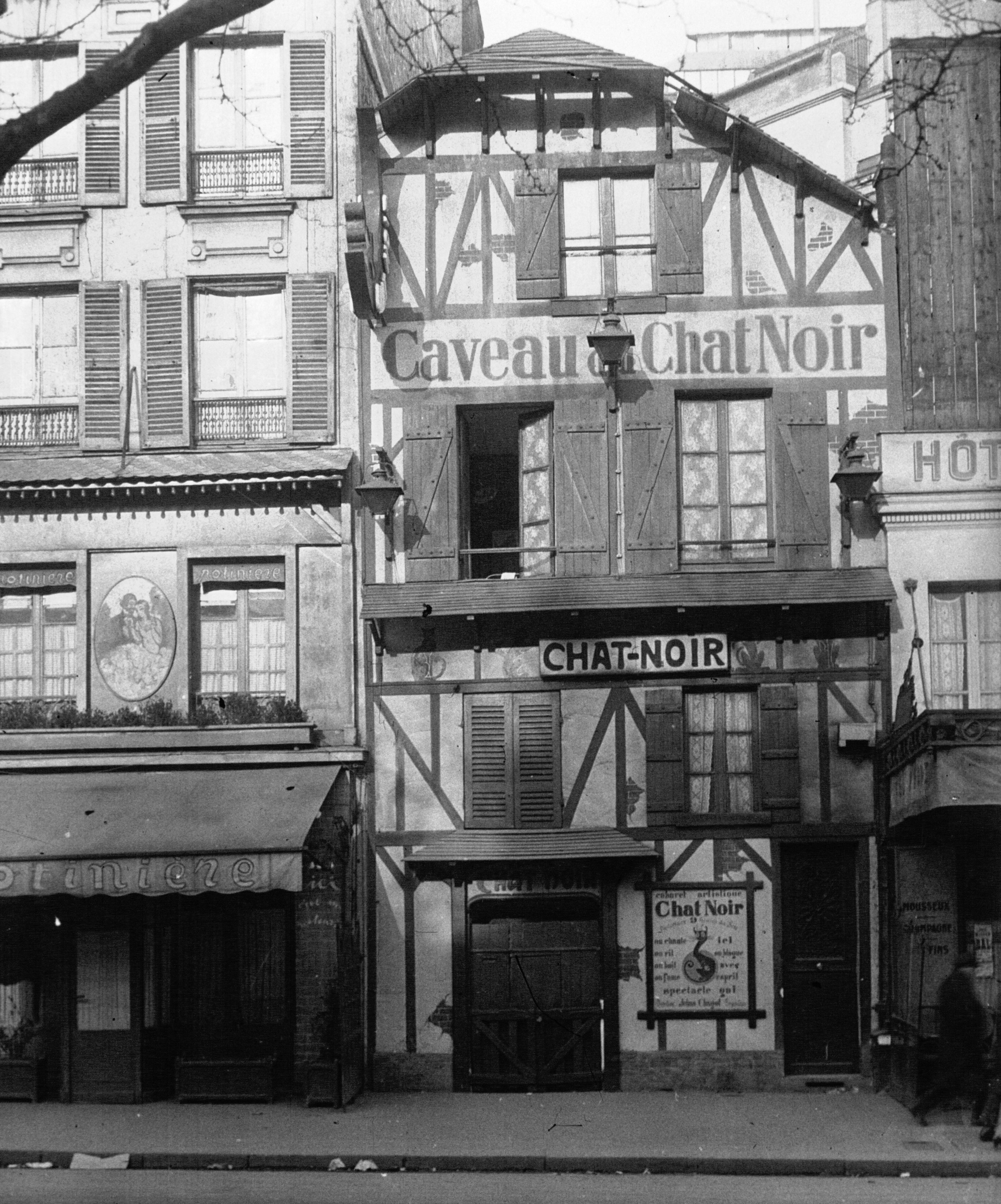
Le Chat Noir

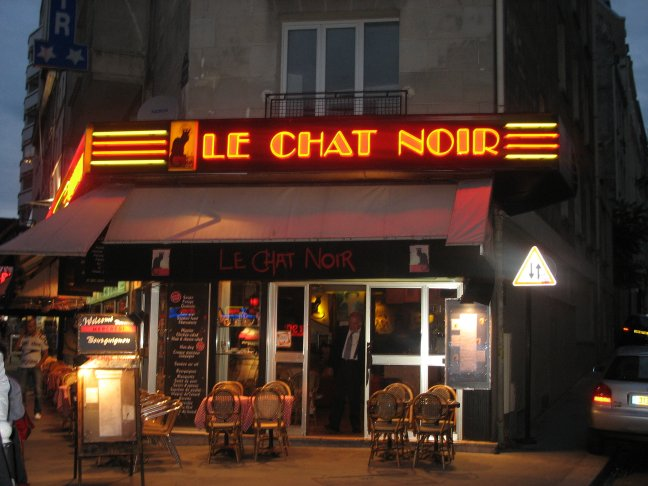
Le Chat Noir in 2007

Le Chat Noir, in het Nederlands De Zwarte Kat, was een theatercafé en cabaret gelegen in Montmartre in Parijs.

## Geschiedenis
Le Chat Noir werd in 1881 opgericht door Rodolphe Salis, een zoon van een limonadefabrikant en leider van een klein theatergezelschap.
Het etablissement was eerst gevestigd aan de Boulevard de Rochechouart en had zijn naam te danken aan een kat die Salis tijdens de inrichting van het café op straat had gevonden.
In 1885 verhuisde Le Chat Noir naar Rue Victor Massé 12. De faam van Le Chat Noir groeide nadat Émile Goudeau de literaire club Hydropathes had weten te overtuigen van de gelegenheid hun verzamelplaats te maken. Le Chat Noir werd een populaire ontmoetingsplaats van artiesten en cabaretiers. Tot de klanten hoorden onder meer Émile Zola, Georges Rodenbach, en Léon Bloy. De chansonniers Aristide Bruant, Maurice Mac-Nab, Jules Jouy, Jean Goudezki traden er op, de schrijvers en dichters Georges Lorin, Charles Cros, Albert Samain, Maurice Rollinat en Jean Richepin hielden voordrachten en Erik Satie speelde er piano.
Rodolphe Salis trad zelf vaak op als ceremoniemeester en conferencier. Hij had een goed gevoel voor modes en zorgde dat er altijd een nieuw aanbod van artiesten was en dat het programma regelmatig werd ververst. Hij introduceerde ook het succesvolle Theatre d’ombres, het schaduwspel. Het schaduwspel was een idee van de uitgever van het blad Le Chat Noir, Henri Riviére. Hij plaatste een doek over de opening van zijn marionettenkast en sneed silhouetten van bekende politieagenten uit de buurt.
Veertien jaar lang verscheen het gelijknamig tijdschrift waarin artikelen werden geschreven door Guy de Maupassant en Émile Zola. Henri de Toulouse-Lautrec maakte tekeningen voor het tijdschrift.
Le Chat Noir verhuisde opnieuw, naar de Rue Laval, tegenwoordig de Rue Victor-Massé, naar een pand met drie etages dat gedecoreerd werd door Henri Rivière en Caran d'Ache.
Het idee van Le Chat Noir was zo succesvol dat spoedig in andere Europese steden gelijknamige en gelijksoortige gelegenheden werden geopend. Zo openden de Catalaanse kunstenaars Santiago Rusiñol, Ramon Casas i Carbó en Miquel Utrillo i Morlius in Barcelona het theatercafé Els Quatre Gats. In Parijs zelf was het bekendste cabaret dat naar voorbeeld van Le Chat Noir werd ingericht L'Abbaye de Thélème van Jules Roques op de Place Pigalle. In 1896 werd het cabaret gesloten. Salis overleed in 1897.
Het bekendste beeld van Le Chat Noir dat bewaard is gebleven is het affiche van Théophile-Alexandre Steinlen, getiteld Tournée du Chat Noir uit 1896.
De Nederlandse cabaretsite Zwartekat.nl is vernoemd naar Le Chat Noir. In Brugge werd in 1894 de kunstzinnige vereniging Chat Noir opgericht.